# Victoria (Guanajuato)
Victoria es una localidad del estado mexicano de Guanajuato. Es la cabecera del municipio de Victoria.

## Historia
Durante el siglo XVI hubo varios intentos de fundar una población en la zona por parte de los conquistadores españoles, pero sus intentos fueron frustrados por ataques de pueblos nómadas chichimecas. En 1580 se realiza la fundación definitiva de la población, bajo el nombre de «San Juan Bautista de Xichú de Indios», mediante una real cédula concedida por el Rey de España, Felipe II, a Alejo de Guzmán.
En 1847 ocurrió una sublevación en contra del gobierno en la cercana Sierra Gorda de Querétaro. Dicho levantamento fue sofocado en las cercanías del pueblo de Xichú de Indios. En celebración del triunfo, la población fue rebautizada como «Victoria» en 1849.

## Demografía
| Gráfica de evolución demográfica |
|                                  |

| Censo | Población |
| ----- | --------- |
| 1900  | 1 867     |
| 1910  | 1 862     |
| 1921  | 1 484     |
| 1930  | 1 552     |
| 1940  | 1 408     |
| 1950  | 1 222     |
| 1960  | 1 755     |
| 1970  | 1 565     |
| 1980  | 1 507     |
| 1990  | 1 961     |
| 2000  | 2 147     |
| 2010  | 2 564     |
| 2020  | 2 842     |